# スケルディアン・ペリア
スケルディアン・ペリア（Skerdian Perja 、1991年3月3日 - ）は、アルバニア・カヴァヤ出身のプロサッカー選手。アルバニア・ファーストディビジョン・ベサ・カヴァヤ所属。ポジションは、ディフェンダー。